# Bionicle - La leggenda rivive
Bionicle - La leggenda rivive (Bionicle: The Legend Reborn) è il quarto film della serie Bionicle. Il film è uscito nel 2009.

## Trama
La maschera della vita atterra su Bara Magna. Uno Scarabax (che verrà chiamato Click) la vede e chiama altri dei suoi, si avvicinano e quando lo scarabax tocca la maschera, questa si illumina qualche secondo, si crea un mini-tornado e viene generato Mata Nui. Lo Scarabax gli si avvicina appena Mata Nui inizia a camminare, ma poi rischia di schiacciarlo; poi quando gli tocca la Kanohi si trasforma in uno scudo. Dopo aver affrontato un Vorox, fa conoscenza con Metus, un Agori che recluta Glatorian, e insieme vanno a Vulcanus dove si sta svolgendo un combattimento tra Ackar (della tribù del fuoco) e Strakk (della tribù del ghiaccio). Caduto a terra sconfitto, Strakk colpisce alle spalle Ackar il quale era distratto. Interviene Mata Nui che durante il combattimento trasforma la coda del Vorox affrontato precedentemente in una spada scintillante con cui sconfigge Strakk. Dopo essere stato ringraziato da Ackar, gli viene chiesto di combattere gli Skrall e i Bone Hunters; Mata Nui in realtà aveva intenzione di ritornare nel suo universo e salvare il suo popolo dal perfido Makuta, ma accetta ugualmente la proposta. Il giorno seguente Mata Nui si incammina insieme ad Ackar e Kiina (una Glatorian della tribù dell'acqua) verso il villaggio di quest'ultima, Tajun, dove c'è una grotta con delle antiche iscrizioni che secondo lei potrebbero essergli utili. Durante la strada cadono in un'imboscata dei Cacciatori Di Ossa e di Skopio, un enorme mostro quadrupede; dopo averli sconfitti da lontano i tre Glatorian potevano scorgere Tajun ma distrutta dai nemici. Sul luogo dell'incidente sembra non esserci nessuno quando un Glatorian ferito si avvicina: è Gresh (della tribù della giungla) che dice agli altri che Tajun è stato distrutto dai Cacciatori Di Ossa e dagli Skrall, che si sono alleati. I quattro eroi entrano nella grotta descritta da Kiina, dove trovano Berix, un'Agori superstite ma considerato un ladruncolo su tutta Bara Magna. Grazie al suo aiuto Gresh torna in forma. Secondo gli eroi tra loro c'è un traditore, ed inizialmente Kiina è convinta che sia lo stesso Berix. A Mata Nui viene chiesto di migliorare le armi dei Glatorian usando la maschera della vita come ha fatto con lo Scarabax e con la coda Vorox e ci riesce anche bene, ora le loro armi possono scatenare l'elemento di appartenenza. Tutti insieme si recano al villaggio di Gresh, dove si sta svolgendo un altro combattimento tra Glatorian: Vastus (della tribù della giungla) e Tarix (della tribù dell'acqua). Il combattimento viene interrotto da Ackar che avverte tutti quanti sull'alleanza degli Skrall e dei Cacciatori Di Ossa. I capi tribù convincono gli Agori di unire i villaggi di Bara Magna, a patto che i Glatorian li proteggano. Berix è sparito in una grotta e viene trovato da Kiina ma entrambi vengono catturati dai Cacciatori Di Ossa e dal "Traditore". Metus porta la notizia al villaggio ma mentre i 5 glatorian rimanenti stanno per partire vengono fermati dai capi-Tribù, perciò Mata Nui si offre volontario per andare a liberare Kiina e Berix da solo. Arrivato sul luogo affronta Tuma, il capo degli Skrall, e lo sconfigge sfruttando il suo punto debole: la schiena. Ma in quel momento entra in scena il "traditore" Metus che scatena l'esercito degli Skrall e dei Cacciatori Di Ossa, ma vengono fermati per pochi minuti dagli insetti Scarabax che avevano formato un gigante. All'arrivo degli altri Glatorian inizia la vera battaglia. Metus scappa via sul suo veicolo ma viene fermato da Mata Nui che lo trasforma in una vipera con il potere della sua maschera. I glatorian trionfano sull'esercito grazie ai loro elementi combinati. Dall'unione dei villaggi nasce un nuovo corpo di un guardiano gigante simile al precedente corpo di Mata Nui.
Con questa rivelazione, Berix mostra a Mata Nui e agli altri una moneta con raffigurata l'immagine del gigante. Sull'altra faccia della moneta, si scopre li simbolo degli scudi dei Cacciatori di Ossa e degli Skrall, che in realtà si tratta di una mappa che condurrà Mata Nui e il resto dei suoi compagni verso un nuovo viaggio pieno di avventure, pericoli e di misteri.